# Accord national de cessez-le-feu
L'accord national de cessez-le-feu (ANC), officiellement nommé Accord national de cessez-le-feu entre le gouvernement de la République de l'Union du Myanmar et les organisations armées ethniques (birman : တစ်နိုင်ငံလုံး ပစ်ခတ်တိုက်ခ ိုက်မှု ရပ်စဲရေးသဘောတူစာချုပ်), est un accord de cessez-le-feu historique entre le gouvernement de Birmanie et les représentants de divers groupes ethniques insurgés, officiellement connus sous le nom d'"organisations ethniques armées" (EAO) par le gouvernement. Le projet est approuvé par une majorité des parties invitées le 31 mars 2015, et l'accord est signé par le président Thein Sein le 15 octobre 2015. La signature est assistée par des observateurs et des délégués des Nations unies, du Royaume-Uni, de la Norvège, du Japon et des États-Unis,. Une cérémonie est organisée chaque année par le gouvernement à l'occasion de l'anniversaire de la signature de l'accord,.

## Histoire
Le gouvernement birman invite initialement 15 groupes ethniques insurgés à participer à des négociations de paix à long terme. Cependant, sept d'entre eux déclinent l'invitation ou abandonnent les négociations en raison d'un sentiment d'injustice.
L'Union démocratique Lahu et le Nouveau Parti de l'État Mon (en) rejoignent ensuite le cessez-le-feu et signent l'accord le 13 février 2018,,,.
Après le coup d'État du 1er février 2021, la Tatmadaw viole l'accord de cessez-le-feu en attaquant les camps du Conseil de restauration de l'État shan (RCSS) dans le canton de Shanin Hsipaw. Depuis cette violation, la majorité des signataires de l'accord ont quitté le pays, notamment l'ABSDF (en), le CNF (en), le KNU, le RCSS, le PNLA et (plus récemment) un groupe dissident du Nouveau Parti de l'État Mon connu sous le nom de NMSP (Dictature anti-militaire).